# تاریخ ایران باستان
دوران ایران باستان یا تاریخ ایران باستان از پیدایش فرمانروایی ماد تا پایان شاهنشاهی ساسانی و حمله اعراب به ایران است.

## ایلامیان
پیدایش دولت ایلام (۶۴۰ –۳۲۰۰) پیش از میلاد به عنوان نخستین قدرت متمرکز در عرصه فلات ایران (جنوب غربی سرزمین کنونی ایران) آغازی بود برای تأثیر فکر، هنر و تمدن مردم فلات ایران بر دیگر تمدن‌های پیرامون همچون تمدن بین‌النهرین و مصر، ارتباطی که همیشه با کش و قوس‌های فراوانی همراه بود و گاهی باعث تسلط تمدنی بر تمدن دیگر می‌شد. به‌طوریکه امروزه می‌توان آثار تبادل فرهنگی دولت ایلام و سایر اقوام ساکن در کوهستان‌های فلات ایران همچون کاسی‌ها، لولوبیان، و اورارتو و… را در میان نقوش برجسته سومری‌ها، اکدی‌ها، آشوری‌ها، بابلی‌ها و… در بین‌النهرین یا در میان آثار مکشوفه از شهرهای کهن شوش، انشان، دورانتیاش، نینوا، بابل و… دید؛ در این دوران تمدن‌های دیگری همچون تمدن جیرفت یا تمدن سرزمین‌های جنوب شرقی ایران در شهر سوخته وجود داشته‌اند. ایلامیان یا عیلامی‌ها اقوامی بودند که از هزاره چهارم پ.م. تا هزاره نخست پ.م. بر بخش بزرگی از مناطق جنوب و غرب ایران فرمانروایی داشتند. بر حسب تقسیمات جغرافیای سیاسی امروز، ایلام باستان سرزمین‌های خوزستان، فارس، ایلام و بخش‌هایی از استان‌های بوشهر، کرمان، لرستان و کردستان را شامل می‌شد.
آثار کشف شده تمدن ایلامیان، در شوش نمایانگر تمدن شهری قابل توجهی است. تمدن ایلامیان از راه دریایی و شهر سوخته در سیستان، با تمدن پیرامون رود سند هند و از راه شوش با تمدن سومر مربوط می‌شده است. ایلامیان نخستین مخترعان خط در ایران هستند.
به قدرت رسیدن حکومت ایلامیان و قدرت یافتن سلسله عیلامی پادشاهی اوان در شمال دشت خوزستان مهم‌ترین رویداد سیاسی ایران در هزاره سوم پ.م. است. پادشاهی اَوان یکی از دودمان‌های ایلامی باستان در جنوب غربی ایران بود. پادشاهی آوان پس از شکوه و قدرت کوتیک - این شوشینک همچون امپراتوری اکد، ناگهان فرو پاشید؛ این فروپاشی و هرج و مرج در منطقه در پی تاخت و تاز گوتیان زاگرس‌نشین رخ داد. تا پیش از ورود مادها و پارس‌ها حدود یک هزار سال تاریخ سرزمین ایران منحصر به تاریخ عیلام است. سرزمین اصلی عیلام در شمال دشت خوزستان بود و فرهنگ و تمدنش از شرق رودخانه دجله تا شهر سوخته زابل و از ارتفاعات زاگرس مرکزی تا بوشهر اثرگذار بوده است. ایلامیان نه سامی‌نژاد بودند و نه آریایی.

## پادشاهی ماد
تا هزاره دوم پیش از میلاد، مردم ایرانی باستان از استپ اوراسیا به آنچه هم‌اکنون ایران خوانده می‌شود، وارد شدند و به رقابت با ساکنان بومی این منطقه پرداختند. مهاجرت آریایی‌ها به ایران که به دلایلی همچون افزایش جمعیت و تغییرات اقلیمی رخ داد، بسیار مورد بحث بوده است و هنوز زمان دقیقی برای شروع آن مشخص نشده است؛ اما در منابعی پایان این مهاجرت، حدوداً در قرن نهم و هشتم پیش از میلاد در نظر گرفته شده است. مهم‌ترین اقوام آریایی که ایران را برای زندگی برگزیدند، پارس‌ها و مادها بودند. این دو، دارای فرهنگی نزدیک به هم بودند و زبان آنان با یکدیگر چندان تفاوتی نداشته است. مادها در گروه‌هایی جدا از هم زندگی می‌کردند و در هنگام نیاز، با یکدیگر متحد می‌شدند. مادها در غرب و شمال غربی ایران اقامت داشتند و تا پیش از بنیان‌گذاری دولت‌شان، مورد حملهٔ اقوام دیگر قرار می‌گرفتند. از قبایل پرشمار ایرانی که در فلات ایران ساکن شده بودند، نخست این مادها بودند که قدرتی یافتند و پیشرو شدند.

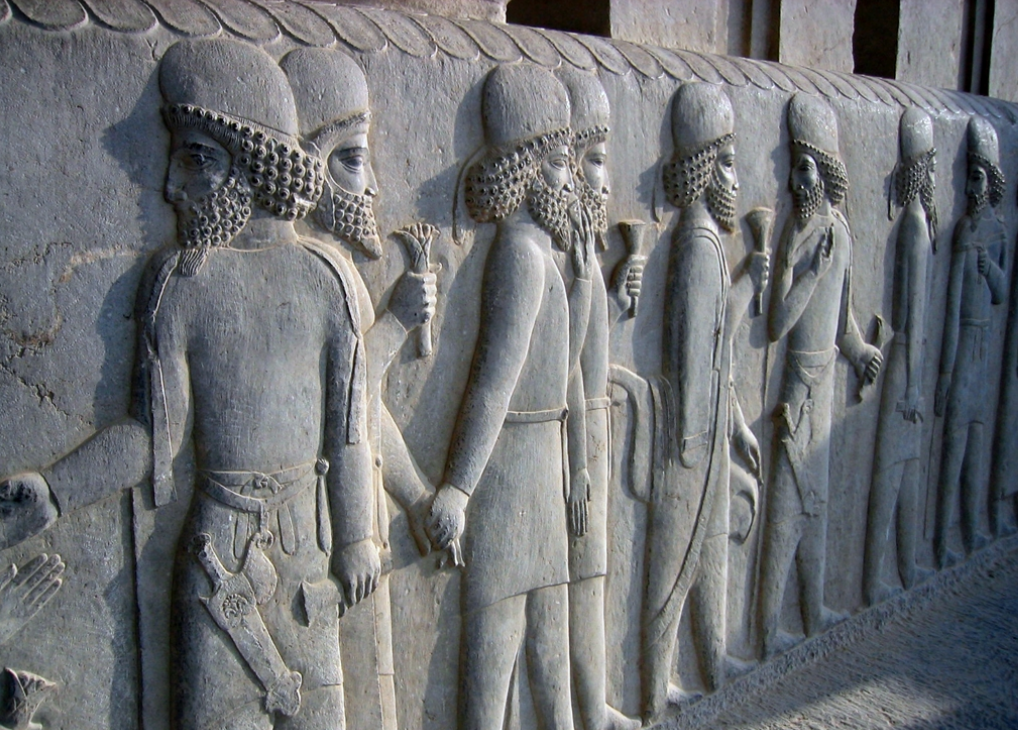
نمونه‌ای از پوشاک مادها در تخت جمشید

دیاکو، بنیان‌گذار و نخستین شاه پادشاهی ماد بود که برای ۵۳ سال حکومت کرد و تاریخ حدودی حکومت وی، از ۷۰۸ تا ۶۵۵ پیش از میلاد در نظر گرفته شده است. دیاکو هگمتانه را به عنوان نخستین پایتخت حکومت خود برگزید؛ پس از دیاکو، پسرش، فرورتیش به عنوان شاه برگزیده شد که همان سیاست‌های پدرش را دنبال کرد و پس از اتحاد با پارس‌ها، به آشوری‌ها اعلام جنگ کرد تا مردم خود را از پرداخت باج به آنان رها سازد؛ فرورتیش برای ۲۲ سال حکومت کرد (از ۶۵۵ تا ۶۳۳ پیش از میلاد) و در جنگی با آشوری‌ها شکست خورد و کشته شد. ریشهٔ این درگیری‌ها به مدت‌ها پیش، از اواخر قرن دهم تا قرن هفتم پیش از میلاد بر می‌گردد؛ مردم و تمدن‌های ایرانی در این دوران، تحت سلطهٔ آشوریان که در شمال میان‌رودان اقامت داشتند، بودند. اما در نهایت، هووخشتره، سومین شاه ماد (دوران: ۶۲۵ تا ۵۸۴ پیش از میلاد) یک ارتش ایرانی مسلح و منظم ایجاد کرد تا به سلطهٔ آشوریان بر مردم ایرانی پایان دهد. هووخشتره به همراه ارتش مسلح خود، به دژهای آشوری حمله برد و نینوا، پایتخت دشمن را محاصره کرد؛ در این دوران، بابل متحد هووخشتره بود و نینوا در نهایت به دست نبوپلسر، پادشاه بابل افتاد و ویران گشت. این پایانی بر سلطهٔ آشور بر مردم ایرانی بود.
پایان سلطهٔ آشور بر مردم ایرانی، آغازی بر گسترش بیشتر تمدن‌های ایرانی بود و پس از پیروزی‌های هووخشتره، بخش اعظم آسیای صغیر در اختیار مادها قرار گرفت. هووخشتره برای مدت ۶ سال نیز با پادشاهی لیدیه جنگید که در سال هفتم به دلیل خورشیدگرفتگی جنگ متوقف شد. بابل میان دو طرف جنگ وساطت کرد و هالیس مرز میان دو کشور شد. هووخشتره یک سال پس از این، در ۵۸۴ پیش از میلاد درگذشت. آخرین پادشاه ماد نیز ایشتوویگو بود که شکست از کوروش، شاه انشان را پذیرفت.
پدیداری پادشاهی ماد یکی از نقاط عطف تاریخ ایران بوده است. این، یک آگاهی‌رسانی از خیزش آریایی‌ها به سوی قدرت سلسله‌ای بود که از این پس ادامه یافت و زندگی فرهنگی و سیاسی در فلات ایران و دیگر سرزمین‌های تصرف‌شده توسط ایرانیان را شکل داد.

## شاهنشاهی هخامنشی

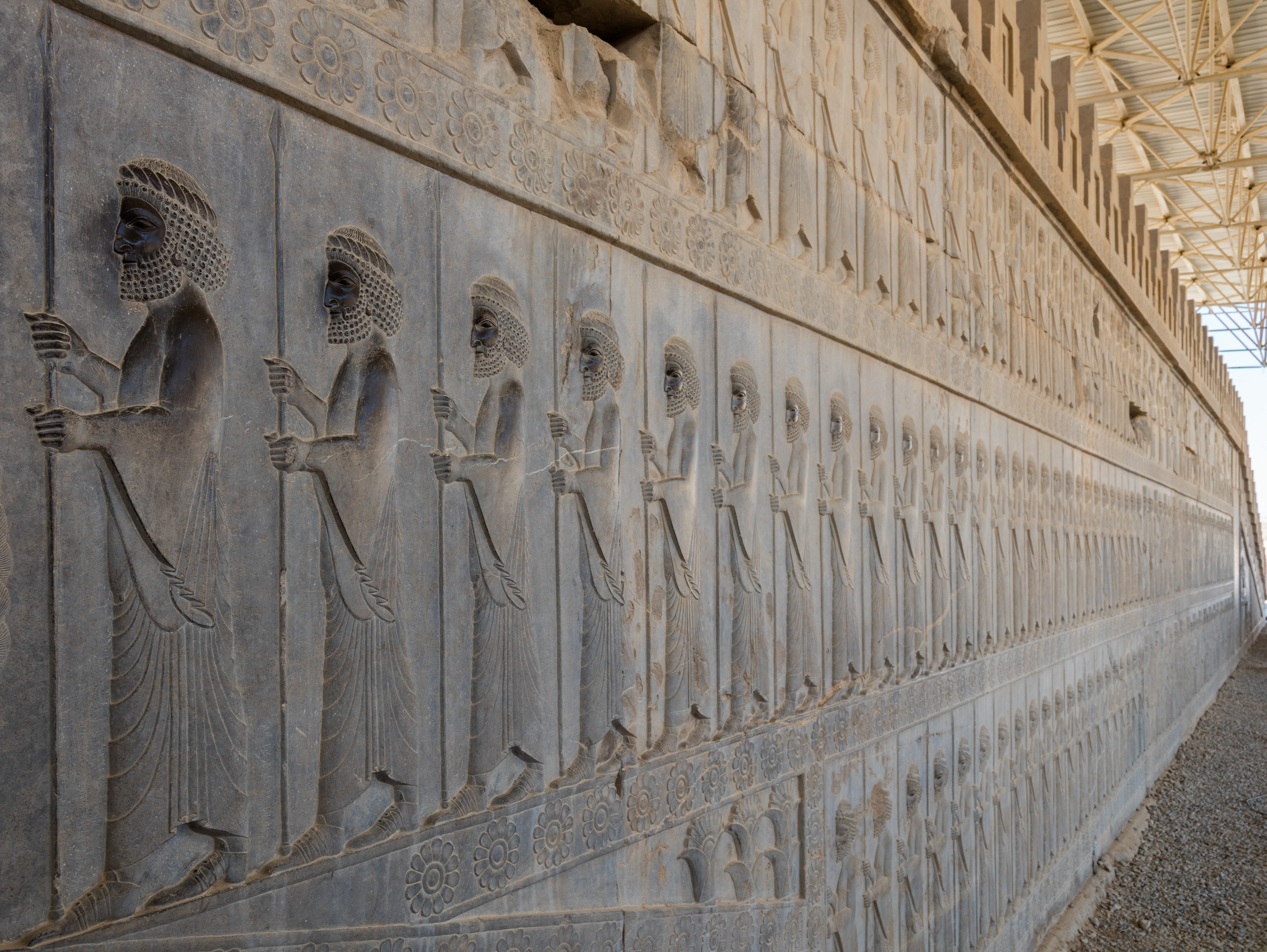
نقش‌برجسته‌های آپادانا در پارسه که سربازان گارد جاویدان هخامنشی را نشان می‌دهد.

در نزدیکی سال ۵۵۰ پیش از میلاد، حکومت مادها با پشتیبانی داخلی توسط کوروش بزرگ فتح شد. شکست ایشتوویگو توسط کوروش، در واقع، گذاری از یک قدرت به قدرتی دیگر بوده است نه نابودی کامل قدرت شکست‌خورده. به شکلی دقیق‌تر، کوروش به عنوان پیش‌درآمدی برای اتحاد همهٔ مردم ایران و دیگران زیر پرچم خود، مادها و پارس‌ها را در ارتش خود در هم آمیخت.
پس از آن که کوروش لقب «شاه ماد» را از آن خود کرد، کرزوس، پادشاه لیدیه، برای جنگ آماده شد و از یونانی‌ها و مصری‌ها برای جنگ با کوروش درخواست اتحاد کرد. کوروش در سال ۵۴۶/۵۴۵ پ. م، به همراه ارتش خود وارد سارد شد. سپس مناطق یونانی‌نشین آسیای صغیر نیز به‌دست ارتش کوروش فتح شد.

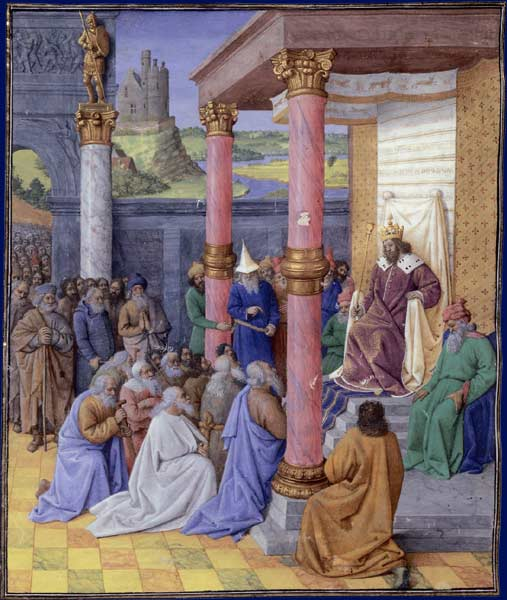
یهودیان در نزد کوروش بزرگ، اثر ژان فوکه در سال ۱۴۷۰ میلادی؛ او یهودیان را آزاد کرد و به آنان امکان بازسازی معابدشان را داد.

او بر آسیای میانه نیز چیره گشت؛ از سال ۵۴۵ تا ۵۳۹ پیش از میلاد، کوروش با اقوامی که میان دریای خزر و هند بودند، مبارزه کرد و توانست شهرهای بسیاری همچون بلخ، مرو و سغد را ضمیمهٔ قلمروی شاهنشاهی هخامنشی کند. در سال ۵۳۹ پ. م، کوروش تصمیم به فتح بابل، پایتخت سیاسی و فرهنگی خاور نزدیک باستان، گرفت؛ ترفندهای نظامی معمول برای حمله به بابل کاربردی نبودند و تصمیم گرفته شد که مجرای فرات تغییر یابد و ابزار ویژه‌ای همراه لشکریان فرستاده شد. ارتش کوروش توانست بلشاصر و نیروهایش را شکست دهد و از مجرای فرات وارد بابل شد. در اقدامی قابل توجه، کوروش دستور منع کشتار و غارت را صادر کرد. در این دوره با توجه به مشکلات داخلی بابل، آوازهٔ پارس‌ها زودتر از خودشان رسیده بود و مردم بابل کوروش را نجات‌دهندهٔ خود می‌دانستند. نبونعید آخرین پادشاه امپراتوری بابل نو نیز پس از پذیرش شکست از پارس‌ها، به کرمان فرستاده شد. اقدامات کوروش در فتح بابل، در تاریخ بشریت مهم دانسته می‌شوند؛ مهربانی وی بر ملل مغلوب متمایز بود. مِهر پادشاه ایرانی در حق یهودیان باعث شد که در تورات به وی اشاره شود. کوروش آداب و دین ایرانیان را به دیگر ملل تحمیل نکرد و در این مقطع، اموال یهودیان را به آنان بازگرداند و گذاشت معبد خود را دوباره بسازند. منشور کوروش که پس از شکست‌دادن نبونعید و تصرف بابل (حدود ۵۳۹ و ۵۳۸ پ. م) نوشته شده است، نشانی است از اینکه کوروش برای مردم این امکان را فراهم کرده است که در آرامش زندگی کنند.

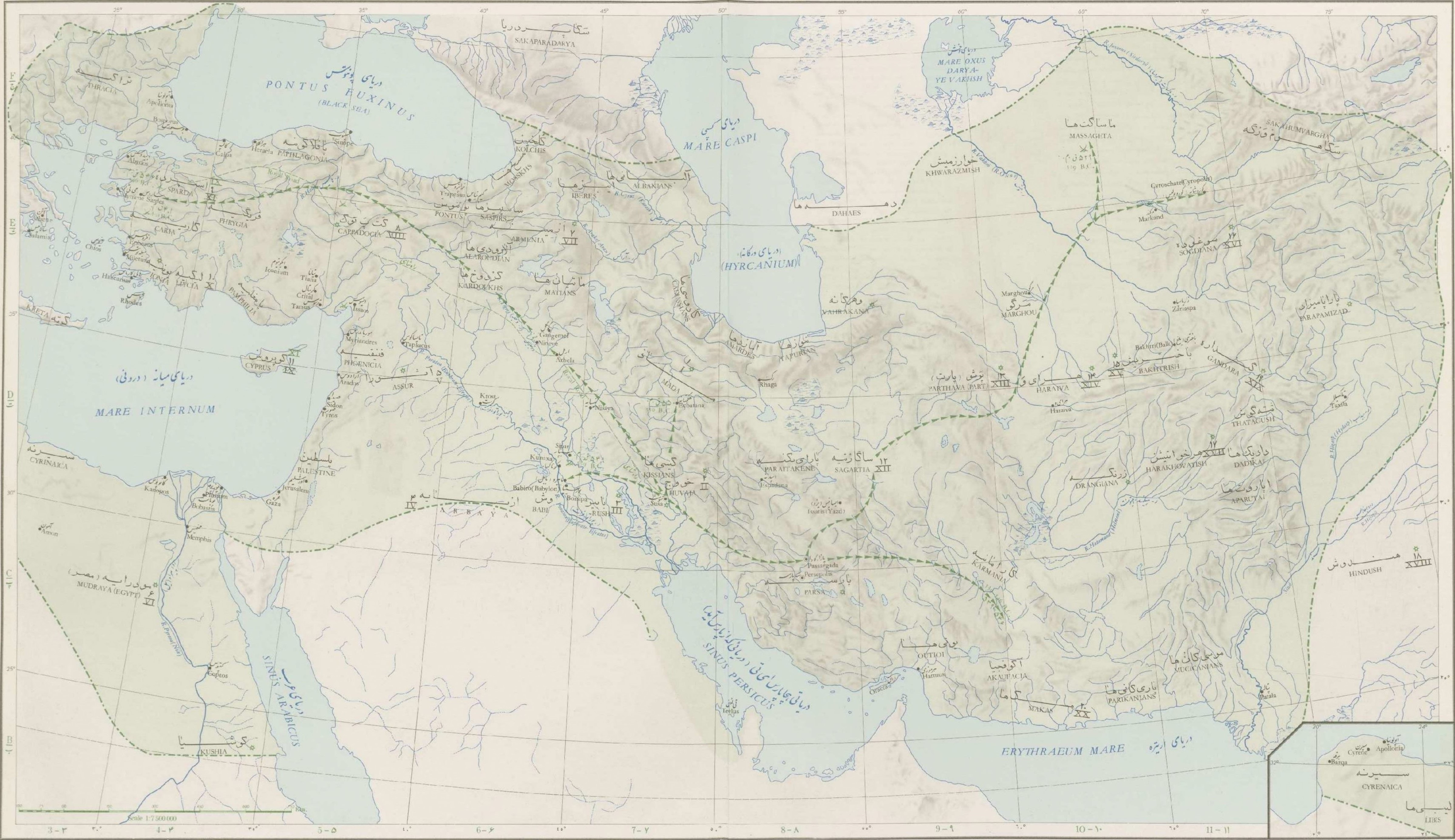
شاهنشاهی هخامنشی در بزرگ‌ترین گسترهٔ خود در عهد خشایارشا بزرگ

کمبوجیه دوم، فرزند ارشد کوروش پس از درگذشت پدرش، در نزدیکی سال ۵۳۰ پ. م تاج‌گذاری کرد. در سال ۵۲۵ پ. م، پس از عبور از صحرا و شکست ارتش‌های مصری، توانست منف، پایتخت مصر را تصرف کند. دیگر شاه هخامنشیان که اقدامات مهمی داشت، داریوش بزرگ است که چهارمین پادشاه هخامنشی شناخته می‌شود. کسب پیروزی در جنگ‌هایی جهت حفظ قلمرو، افزایش نظارت حکومت مرکزی به ساتراپی‌ها، افزایش عدالت اجتماعی، ایجاد شاه‌راه شوش و سارد، انجام اصلاحات مالی گسترده و کاهش مالیات و توجه بیشتر به معماری و هنر از اقدامات او بودند. در دوران وی، به قلمروی هخامنشیان افزوده نیز شد. برای مثال، در حدود سال ۵۱۲ پ. م، داریوش به ناحیهٔ پنجاب لشکرکشی کرد، بخش وسیعی از این ناحیه را تصرف کرد و یک ساتراپی جدید تشکیل داد.
پیروزی‌های هخامنشیان باعث شد گستردگی قلمروی آنان به حدی برسد که به عنوان نخستین حکومت جهانی و بزرگ‌ترین امپراتوری جهان تا به آن زمان، شناخته شوند. این امپراتوری در اوج خود، بیش از ۴۴ درصد از جمعیت جهان را اداره می‌کرد که بالاترین رقم در میان امپراتوری‌های تاریخ است. دانش و ساخته‌های آنان نیز برای تاریخ بشریت دارای اهمیت بالایی است. سازه‌های زیربنایی همانند راه شاهی و چاپارخانه و استفاده از یک زبان رسمی در سرتاسر سرزمین‌های امپراتوری به رفاه همگانی و ادارهٔ کشور بسیار کمک کرد. امپراتوری هخامنشیان دارای یک دولت متمرکز با بخش‌های اداری، یک ارتش پر جمعیت آموزش‌دیده، کارمند و خدمات حقوقی بود که الهام‌بخش تحولات مشابه در امپراتوری‌های بعدی شد.
هنر هخامنشی ناب‌ترین شکل هنر خاورمیانهٔ باستان و اوج آن بوده است. همچنین دوران هخامنشی نمایندهٔ بالاترین درجهٔ قدرت سیاسی است که ایرانیان در طول تاریخ به آن رسیده‌اند. پس از آن، ایرانیان هرگز همان درجهٔ چیرگی را بر مردم آسیای غربی و مناطقی از شمال آفریقا اعمال نکردند.

## دوران هلنیستی

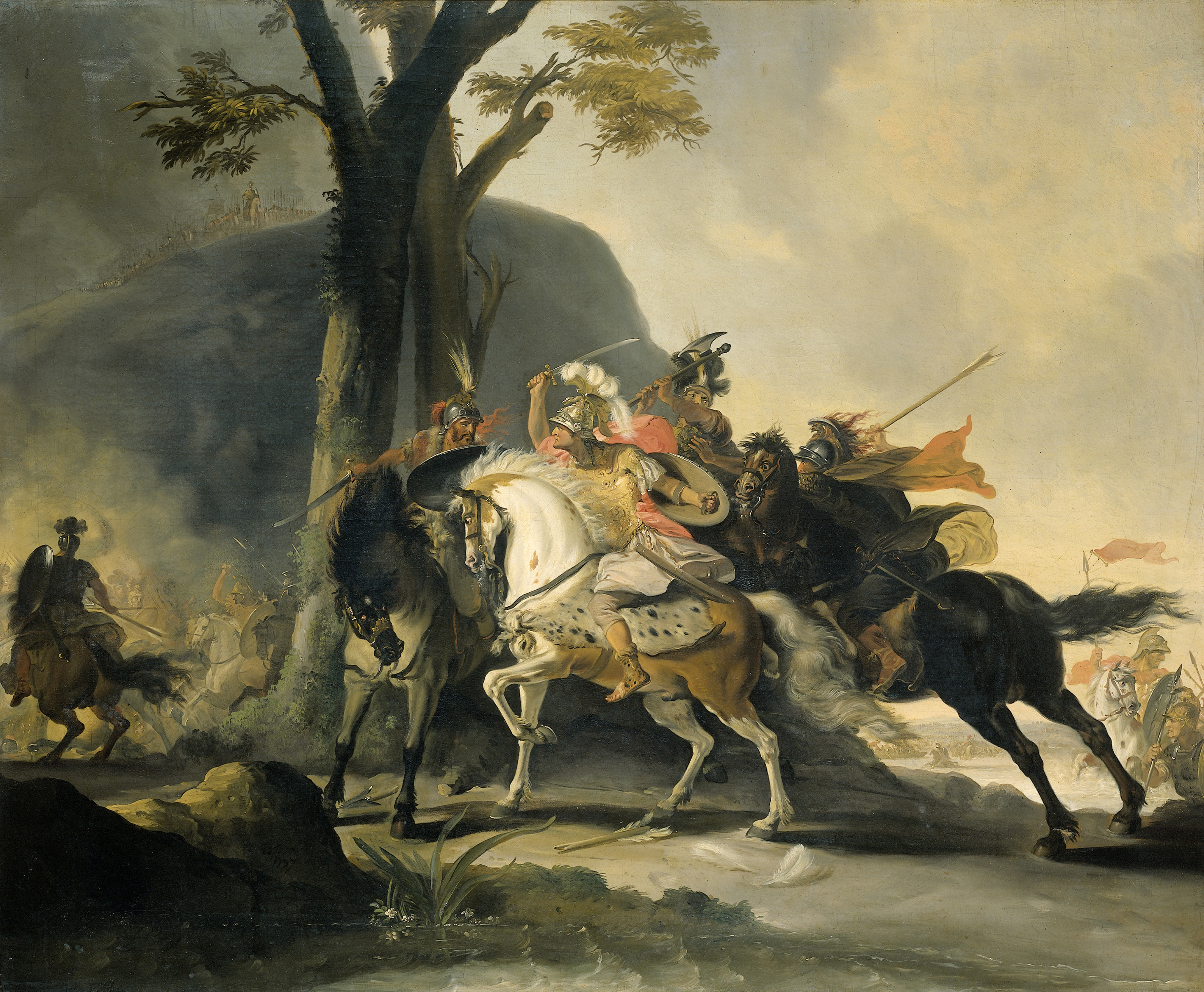
اسکندر مقدونی در نبرد گرانیک اثر کرنلیس تروست

در نتیجهٔ افزایش کشمکش‌ها در مرزهای غربی امپراتوری هخامنشیان به دلیل شورش ایونیان، جنگ‌های یونانی-پارسی شعله‌ور شد و تا نیمهٔ نخست قرن ۵ پیش از میلاد ادامه یافتند. این جنگ‌ها با عقب‌نشینی هخامنشیان از سرزمین‌هایشان در بالکان و شرق اروپا پایان یافت. داریوش سوم، آخرین پادشاه هخامنشی بود که در ۳۳۶ پ. م به تخت نشست و نیاز شد به تنش تاریخی میان امپراتوری و یونانی‌ها پایان دهد.
فیلیپ مقدونی (۳۳۶–۳۸۲ پ. م) سرزمین‌های یونانی را یکپارچه ساخت و برای حمله به آناتولی نوسازی کرده بود. پسر فیلیپ، اسکندر مقدونی، یک رهبر نظامی با استعداد زودرس، فراتر از چشم‌انداز پدرش رفت و در چندین نبرد مهم، هخامنشیان را شکست داد؛ پس از نبردهایی، این‌بار در سال ۳۳۱ پ. م، اسکندر به بین‌النهرین آمد تا در نزدیکی اربیل بار دیگر با داریوش سوم، در نبرد گوگمل روبرو شود؛ شمار نیروهای هردو طرف بسیار بود و ارتش هخامنشی از واحدهای نظامی جدیدی بهره می‌برد. با زخمی شدن داریوش سوم، ارتش وی بی‌نظم شد تا اسکندر پیروز نبرد باشد. سپس بابل، اصطخر و شوش به دست فاتح مقدونی افتاد. همچنین او به سمت پایتخت هخامنشیان، پارسه لشکرکشی کرد و پس از کشتن آریوبرزن و نیروهایش، آنجا را به آتش کشید. داریوش سوم را نیز دو تن از ساتراپ‌ها کشتند. پایان رسمی دوران هخامنشیان نیز، پس از نبرد دربند پارس، در سال ۳۳۰ پ. م در نظر گرفته شده است.
پس از درگذشت ناگهانی اسکندر در سال ۳۲۳ پ. م، با توجه به آنکه جانشین لایقی معرفی نکرد، هرج و مرج بر قلمروی وی چیره گردید؛ تا اینکه در سال ۳۱۲ پ. م، امپراتوری سلوکی هلنیستی به پا خواست و ایران نیز در اختیار آنان قرار گرفت. مهم‌ترین میراث پیروزی‌های نظامی و سیاسی اسکندر در زمینهٔ فرهنگی بود؛ تمدن یونانی با او و جانشینانش در سراسر سرزمین هخامنشی گسترش یافت. با وجود اینکه برخی عناصر بومی نیز توسط فاتحان پذیرفته شد، اما پذیرش جنبه‌های گوناگون تمدن یونان توسط بومیان قابل توجه بود. اگرچه دین‌یاران زرتشتی در سرپیچی از اسکندر سرسخت باقی ماندند و او را «اسکندر لعنت‌شده» لقب دادند و او را ویرانگر امپراتوری ایران و مقدسات زرتشتی دانستند. روستاییان نیز کسانی بودند که طبیعتاً کمتر از فرهنگ یونانی اثر گرفتند.

## شاهنشاهی اشکانی

شاهنشاهی اشکانی در بزرگ‌ترین گسترهٔ خود در عهد مهرداد دوم

در دوران آنتیوخوس دوم که از ۲۶۱ تا حدود ۲۴۲ پیش از میلاد حکومت کرد، ایالت پارت به استقلال دست یافت؛ مردم این ایالت از مردم آریایی بوده‌اند. ارشک یکم، بنیان‌گذار امپراتوری پارت، در سال ۲۵۰ پ. م، به کمک مردم پرنی، توانست از سلوکیان استقلال یابد؛ پس از وی برادرش، تیرداد یکم، جای او را گرفت و آغاز به گرفتن سرزمین‌های از دست‌رفتهٔ هخامنشیان کرد و توانست ارتش امپراتوری سلوکی را شکست دهد؛ آغاز امپراتوری پارت نیز همان دوران تیرداد یکم، یعنی از سال ۲۴۷ پ. م در نظر گرفته شده است. پس از وی پسرش، ارشک دوم در حدود سال ۲۱۴ پ. م شاه شد و به جنگ با امپراتوری سلوکی پرداخت. در ۱۴۱ پ. م، مهرداد یکم باختر ایران و بابل را فتح کرد. او همچنین آنچه را که از دولت یونانی بلخ در شرق مانده بود، ضمیمه کرد و عنوان سلطنتی هخامنشیان، «شاه شاهان» را به خود گرفت. شاهان پسین اشکانی در راستای پس‌گیری سرزمین‌های هخامنشیان تلاش کردند و در نهایت توانستند یک امپراتوری قوی از لحاظ فرهنگی و سیاسی بسازند.
اشکانیان تا حد زیادی هنر، معماری، مذهب و نشان‌های سلطنتی امپراتوری فرهنگی ناهمگن خود را که شامل فرهنگ‌های پارس، هلنیستی و منطقه‌ای بود، پذیرفتند. در اوایل، درباریان اشکانی برخی از آداب یونانی را پذیرفتند اما با گذر زمان، به دنبال احیای فرهنگ و دین‌های ایرانی رفتند. همگی پادشاهان اشکانی نسب خود را به هخامنشیان می‌دانستند و خود را شاهنشاه می‌خواندند. دوره اشکانی از دید دستاوردهای فرهنگی (بومی) در هیچ وجهی برجسته نبوده است.
با توجه به اینکه پارتیان از نظر فرهنگی و مذهبی با ملل دیگر مدارا می‌کردند، زبان یونانی باستان را نیز به عنوان یکی از زبان‌های رسمی امپراتوری پذیرفتند؛ این در حالی بود که زبان آرامی کهن، در امپراتوری پارت به عنوان یک زبان میانجی کاربرد داشت. زبان پارسی میانه، زبان اکدی و زبان پارتی که زبان رسمی بود، پرکاربردترین زبان‌های این امپراتوری بوده‌اند.
در امپراتوری پارت، حاکمان برخی ایالات دارای اختیارات بالایی در ادارهٔ امور داخلی بودند. همچنین پادشاهان نیز دارای دو مجلس مشاوره‌دهنده بوده‌اند. در امپراتوری پارت، فعالیت‌های بازرگانی رونق فراوان داشتند؛ با این حال، این امپراتوری سال‌های طولانی با رومیان جنگید که باعث شد رسیدگی‌شان به مرزهای شرقی کاهش یابد. تاریخ امپراتوری پارت پر از درگیری‌های مسلحانهٔ پیوسته است که در بسیاری از آنان، پادشاهان اشکانی شخصاً رهبر ارتش بوده‌اند. هرچند از نظر نظامی، این امپراتوری دارای ارتش دائمی نبود، اما قادر بود که در هنگام بروز بحران، نیروهای نظامی را به سرعت جذب کند. با این حال در مرزها، دژهای دائمی با نیرویی برای محافظت از سرزمین وجود داشته است. این امپراتوری همچنین دارای واحدهای نظامی همچون سوار زره‌پوش و سوار کماندار بوده است و از ترفندهای نظامی خاص خود بهره می‌برده است؛ برای مثال، آن‌ها از کمان‌هایی ویژه استفاده می‌کردند که بتوانند هنگام اسب‌سواری و از فاصله‌ای دور، به دشمنان تیراندازی کنند؛ این ترفند، با نام تیراندازی پارتی شناخته می‌شود. امپراتوری پارت برای حدود ۴۷۱ سال، تا سال ۲۲۴ م بر سرزمینی گسترده حکومت کرد.
در کاوش‌های باستان‌شناسی‌ شمال‌غرب ایران در شهرستان پیرانشهر، آثاری از دوران کالکولیتیک (فرهنگ دالما)، آثار متنوع عصر مفرغ، سازه های عظیم دوران عصر آهن، محوطه های متعدد با تاریخ گذاری اشکانی و ساسانی و اسلامی یافت شده که همگی موید وجود شرایط اقلیمی مناسب برای تمدن در طول ۸ هزار سال گذشته بوده است.

## شاهنشاهی ساسانی

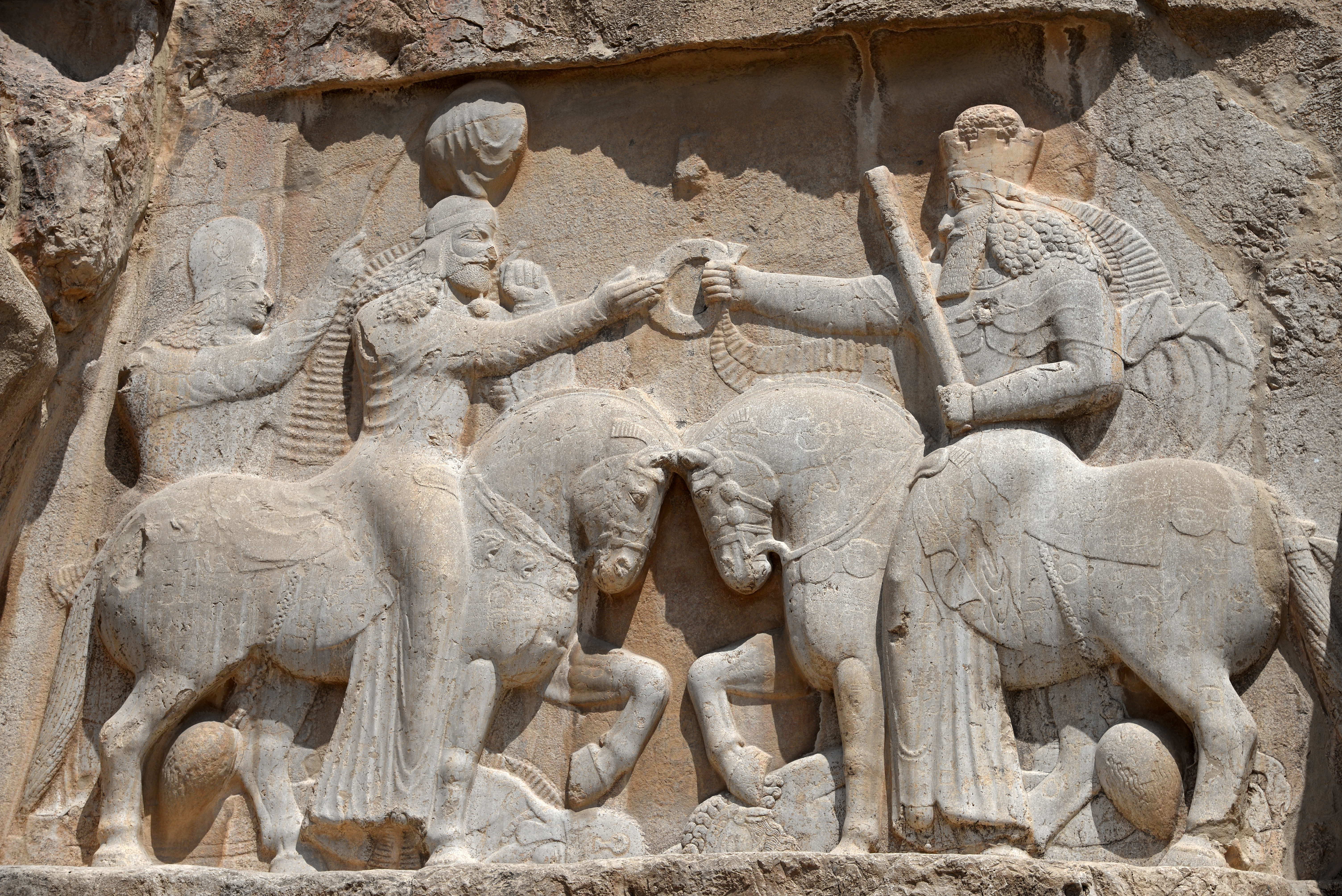
سنگ‌نگارهٔ «دیهیم‌ستانی» اردشیر بابکان، بنیان‌گذار شاهنشاهی ساسانی

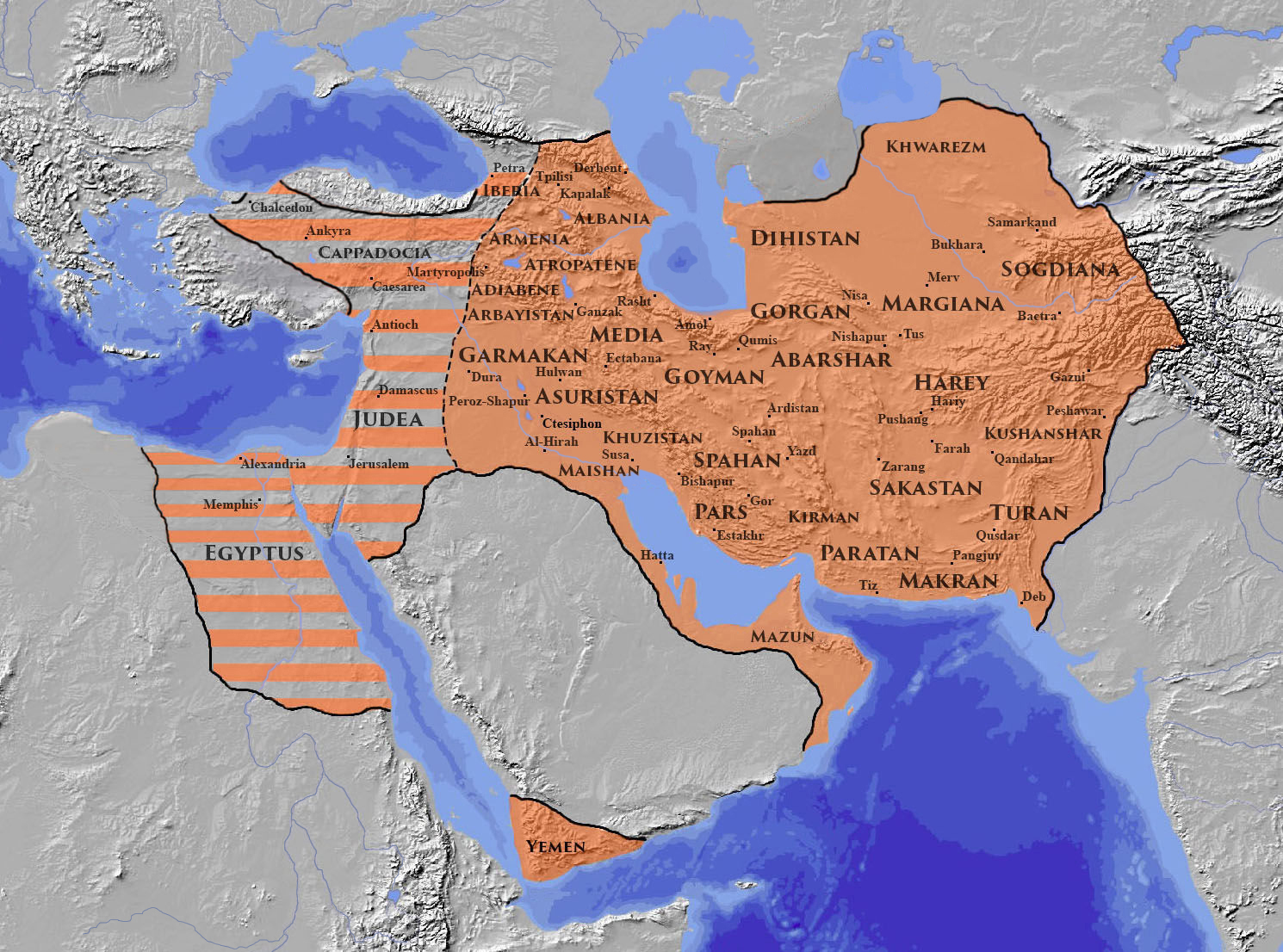
شاهنشاهی ساسانی در بزرگ‌ترین گسترهٔ خود در عهد خسرو پرویز

پارس، استانی بود که خیزش بنیان‌گذار امپراتوری تازهٔ ایرانی از آن شروع شد. اگرچه در آستانهٔ سدهٔ سوم میلادی، شهرت پیشین خود را از دست داده بود، اما شاهان محلی پارس، آداب پیشین را هنوز حفظ می‌کردند و نام‌های شاهان هخامنشی را بر خود می‌نهادند. اردشیر بابکان پس از شکست واپسین شاهنشاه پارت، اردوان چهارم، در سال ۲۲۴ م در دشت هرمزدگان، به دودمان اشکانی پایان داد و شاهنشاهی ساسانی را بنیان گذاشت. اردشیر از آن پس خود را «شاهنشاه» نامید و قصد ایجاد یک امپراتوری متحد همانند هخامنشیان را داشت. اردشیر بابکان به نیروی نظامی خود به خوبی رسیدگی می‌کرد و دانش نظامی و سیاسی بالایی داشت.
به دنبال کسب مشروعیت، ساسانیان شاهان اشکانی را فاقد صلاحیت خواندند، چنانچه گویی آن‌ها جانشینان اسکندر «لعنت‌شده» و عوامل شالوده‌شکنی پادشاهی ایران باستان بودند. همچنین در دوره‌ای تلاش کردند خود را به عنوان نسل دارا معرفی کنند؛ کسی که در باورشان، آخرینِ کیانیان بوده است.
فرمانروایی ساسانیان می‌تواند با سه ویژگی بزرگ توصیف شود؛ یکی روابط تنگاتنگ آن با مزدیسنا، یکی موضع ملی‌گرایانه و دیگری گرایش فزاینده به تمرکزگرایی است.

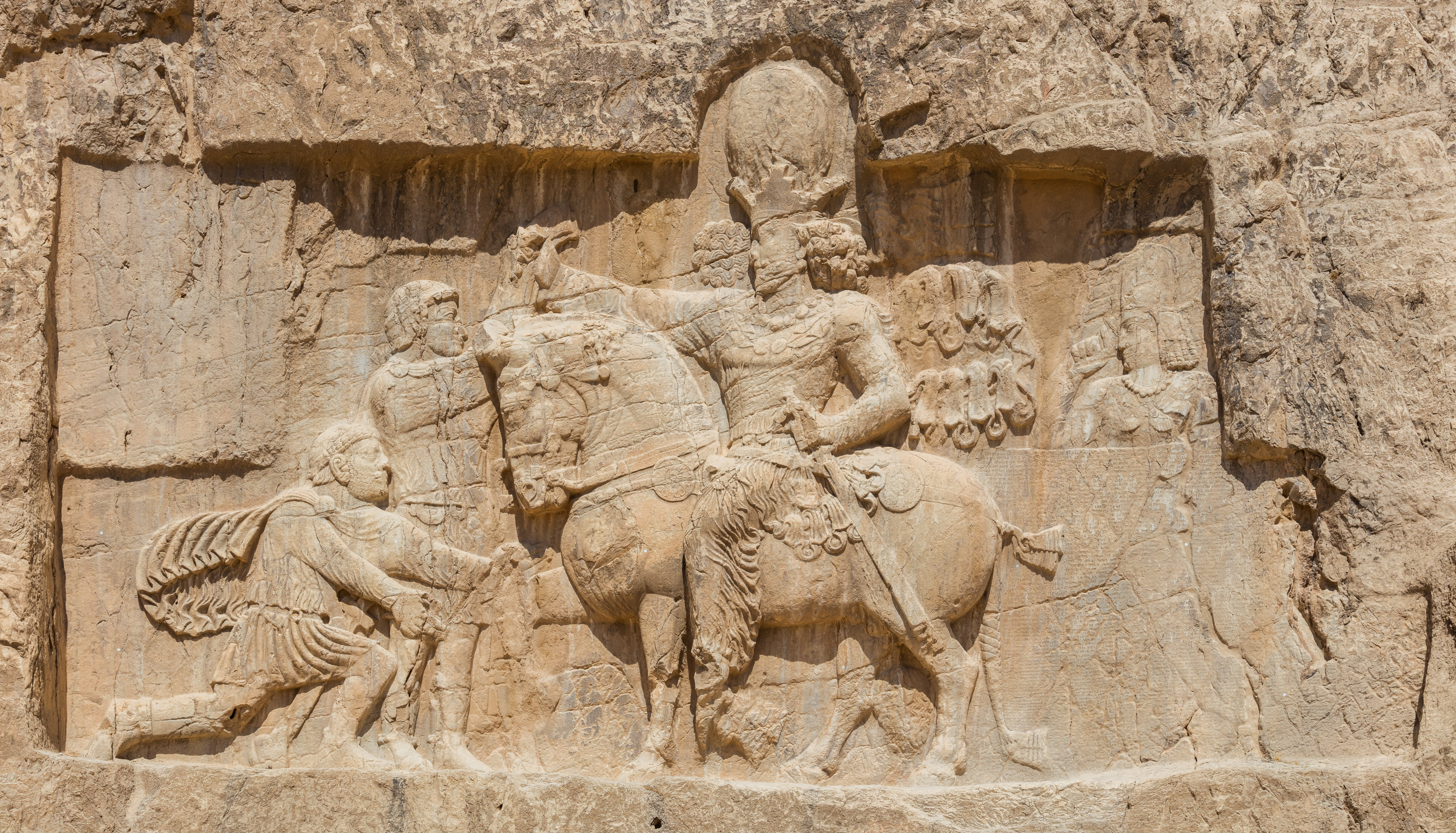
سنگ‌نگاره پیروزی شاپور بر امپراتوران روم. ساسانیان به عنوان یک ابرقدرت باستانی، با دیگر ابرقدرت‌های دوران خود رقابت داشتند و جنگ‌های ایران و روم برای مدت طولانی توسط ساسانیان دنبال شد که در نهایت باعث فرسودگی نیروها شد و به شکست در برابر مسلمانان کمک کرد.

پادشاهان ساسانی، خود را جانشین هخامنشیان می‌دانستند و همانند داریوش بزرگ، قدرت مرکز امپراتوری را افزایش و استقلال حاکمان محلی را بسیار کاهش دادند؛ چیزی که در سرزمین ایران، از زمان حملهٔ یونانیان و در دوران امپراتوری پارت، وجود نداشت. در شاهنشاهی ساسانی، در موارد بسیاری برخلاف پارت‌ها عمل شد و تلاش شد که فرهنگ و دین بومی ایران ترویج شود و در این دوران، مزدیسنا دین رسمی امپراتوری اعلام شد. زبان پارسی میانه نیز زبان رسمی شد. بیشتر شاهان این امپراتوری میان مردم محبوب بوده‌اند و استبداد نداشته‌اند؛ با این حال، شاه معمولاً در مجامع عمومی حاضر نمی‌شد. همچنین شاهان ساسانی به احکام دین رسمی کشور احترام می‌گذاشتند. هنر ایران در دوران ساسانی یک نوزایی کلی را تجربه کرد و گونه‌ای از آن، هنر ساسانی، در این دوران بسیار مورد توجه بوده است. موسیقی ایرانی در دوران ساسانیان بار دیگر گسترش یافت و شاعران و موسیقی‌دانان ایرانی در رسوم گوناگونی همانند شکار، اجرا می‌کردند. معماری کشور، غالباً ابعاد باشکوهی به خود گرفت؛ مانند کاخ‌های تیسفون، کاخ اردشیر بابکان و کاخ ساسانی سروستان. در کل، معماری ساسانی به اوج رسید و آثار آن هنوز وجود دارد. شاهان ساسانی همچنین کمک شایانی به گسترش دانش و آموزش در سرزمین‌شان کردند و دانشگاه گندی‌شاپور به عنوان یکی از مراکز علمی آن دوران، شهرت بالایی دارد.

کشاورزی با سیستم‌های آبی ممتاز، پایهٔ اقتصاد ساسانی و سهم آن در اقتصاد ملی، بیش از بازرگانی بود. در دورهٔ ساسانیان از دو مسیر تجاری بهره‌برداری شده است؛ راه ابریشم در شمال و راهی دیگر در سواحل جنوبی کشور. کارخانه‌های شوش، شوشتر و گندی‌شاپور نیر برای محصولات ابریشم خود شهرت یافته بودند و با کارخانه‌های چینی رقابت می‌کردند.

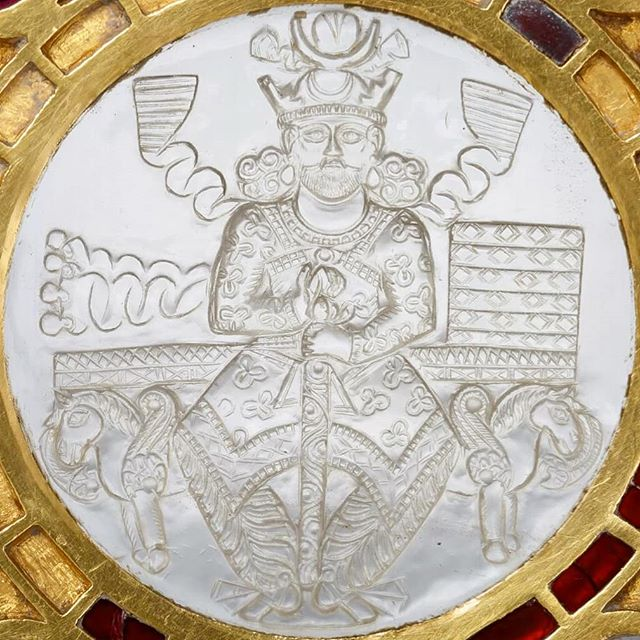
بشقاب زینتی انوشه‌روان دادگر، شاهنشاهی که پادشاهی وی پس از شاپور دوم آغاز دومین و واپسین دوران طلایی ساسانیان بشمار می‌رود

از دیدگاه نظامی، سیاسی و اداری، ساسانیان برنامه‌ریزی بسیاری کرده بودند. بخش قضایی نوع جرم و شرایط مجرم را در نظر می‌گرفت؛ برای مثال، ارادی بودن جرم و جنسیت و بزرگسال بودن مجرم در احکام بسیار اثر داشتند. در محاکمه‌ها، مردم می‌توانستند در کنار درباریان، روحانیون و گاهی شاه حاضر شوند. امپراتوری ساسانی همچنین روابط خارجی برنامه‌ریزی شده‌ای داشت و از سفرای خارجی با آداب محترمانه‌ای پذیرایی می‌شد. ارتش شاهنشاهی ساسانی نه تنها سرزمین امپراتوری را برای قرن‌ها از حمله‌های بیگانگان محفوظ داشت، بلکه با بهترین سپاهیان زمان خود، همانند رومیان رقابت کرد و آنان را در نبردهای بسیاری شکست داد. این ارتش دارای رتبه‌بندی نظامی پیشرفته بوده است و مهم‌ترین سطوح این ارتش وفادار به شاه، فرماندهی کل ارتش و ریاست سواره‌نظام بوده است. سواران زره‌پوش ساسانی از نجبای جامعه بوده‌اند و تیراندازان ساسانی نیز شهرت فراوانی داشتند. این ارتش در محاصره مهارت بالایی داشت و دارای زیرساخت و دستگاه‌های جنگی پیشرفته‌ای بوده است. این ارتش همچنین از جانوران نامرسومی در جنگ‌ها استفاده می‌کرد؛ رویارویی فیل‌های ارتش ساسانی با رومیان، هولناک توصیف شده است. شاهنشاهی ساسانی که از سال ۲۲۴ میلادی بر ایران فرمانروایی کرد، در نهایت با حمله اعراب به ایران سرنگون شد و پایان دوران ساسانیان، سال ۶۵۱ میلادی در نظر گرفته شده است. با فروپاشی سلسلهٔ ساسانی و آتشکده‌ها، دوران سیستم شاهنشاهی‌های ایرانی و همچنین فرهنگ متمایز آن، به گونه‌ای پایان یافت و بقایای آخرین نمایندهٔ تمدن خاورمیانهٔ باستان، برچیده شد. این، آغاز پیدایش دوران و فرهنگ جدیدی برای ایران بود.

## پیشینه آریائیان
آریائیان، مردمانی از نژاد هند و اروپایی بودند که در فلات ایران می‌زیستند. اصل مهاجرت آن‌ها مشخص نیست اما به نظر می‌رسد دشوار شدن شرایط آب و هوایی و کمبود چراگاه‌ها، از دلایل مهاجرت‌های درون سرزمینی باشد. مهاجرت آریائیان به فلات ایران فرضیه ای است که نخستین بار رومن گیرشمن، باستانشناس فرانسوی مطرح نمود و مسیر آن را از شمال به جنوب دانست. پس از او نیز ماریا گیمبوتاس، زبانشناس لیتوانیایی نظریه کورگان را در همین راستا پیش کشید که اقبال خوبی یافت؛ ولی به تازگی یافته‌هایی ژنتیک در قفقاز جنوبی (ارمنستان) به‌دست آمده است که مایه بازنگری بسیاری از دانشمندان زبانشناس و باستانشناس دربارهٔ منشأ مشترک زبان‌های هندواروپایی — که آن را نیاهندواروپایی یا پورواهندواروپایی می‌نامند — شده است و با آنکه پیشتر این خاستگاه را گروهی استپ‌های اوراسیا و گروهی دیگر آناتولی می‌دانستند، پشتوانه ای نوین برای نظریه خاستگاه ایرانی و جنوب قفقاز و ارمنستان یافت شود. به گزارش هفته‌نامه پربازدید و سرشناس نیو ساینتیست، چندی پیش در ارمنستان کاوش‌هایی باستان‌شناسی رخ داده است که با انقلابی در بازنگری نظریه خاستگاه هندواروپاییان (آریاییان، آناتولیایی‌ها و اروپاییان) و زبان‌های هندواروپایی نظریه کهن دربارهٔ مهاجرت به فلات ایران را وارونه کرده و سویه این مسیر مهاجرتی را از ایران دانسته است. از آنجا که این خبر در انجمن‌های آکادمیک جهان بازتاب بسیاری داشته است این منبع در دو شماره پیاپی (۲۳ و ۳۰ مه ۲۰۱۸) به این رویداد همانند نقطه عطفی تاریخی نگریسته، آن را واکاوی می‌نماید.
بر پایه مقاله‌ای که در همین زمینه در هفته نامه معتبر علمی ساینس چاپ شده است، هیچ مهاجرتی در مقیاس گسترده، از استپ‌های اوراسیا در شمال قفقاز و شمال خوارزم (جنوب غربی سیبری در قزاقستان و روسیه امروزی) به جنوب قفقاز و فلات ایران، همچنین از تنگه بسفر و داردانل در ترکیه امروزی به آناتولی روی نداده است.
بر پایه گزارش مجله علمی سرشناس نیچر، تازه‌ترین یافته‌های ژنتیکی نشان می‌دهد نیای هندیان، ایرانیان و اروپاییانی که به زبانی همسان سخن گفته و فرهنگ همگونی داشته‌اند در سرزمین ایران و در جنوب قفقاز می‌زیسته‌اند. به وارون آنچه پیشتر قفقاز را دیواری میان زبان، فرهنگ، فناوری و مردم می‌پنداشتند، قفقاز پلی جنوبی-شمالی برای مهاجرت نخستین آریاییان به استپ‌های اوراسیا بوده و زبانی که امروز هندواروپایی می‌نامند به راستی از جنوب قفقاز در ایران به چند شاخه شده؛ شاخه ای از آن به آناتولی، دیگری بسوی هند و آن دیگر از راه قفقاز به سوی سبز دشت پونتی_کاسپی به فرهنگ یمنا (گورچالی) و سپس راه شرق اروپا را در پیش گرفته است. گروه کپنهاگ به سرپرستی کریستین کریستینسن (مکتب باستانشناسی دانمارک) نیز که در زمینه پیش از تاریخ اروپا و دوران مفرغ به دستاوردهای بزرگی دست یافته است، با رویکرد به مدارک یاد شده، از اعتبار نظریه کورگان (استپ) کاسته و جنوب قفقاز را خاستگاه احتمالی راز رام کردن اسب و زبانهای اروپایی می‌داند. در مجله اشپیگل، مصاحبه‌ای دراین باره از وی به چاپ رسیده است.
شاخه‌های قومِ ایرانی در نیمه‌های هزارهٔ اول قبل از مسیح عبارت بوده‌اند از: باختریان در باختریه (تاجیکستان و شمال‌شرق افغانستانِ کنونی)، سکاهای هوم‌نوش در سگائیه (شرقِ ازبکستانِ کنونی)، سُغدیان در سغدیه (جنوب ازبکستان کنونی)، خوارزمیان در خوارزمیه (شمال ازبکستان و شمالشرق ترکمنستانِ کنونی)، مرغزیان در مرغوه یا مرو (جنوبغرب ازبکستان و شرق ترکمنستان کنونی)، داهه در مرکز ترکمنستان کنونی، هَرَیویان در هَرَیوَه یا هرات (غرب افغانستان کنونی)، دِرَنگِیان در درنگیانه یا سیستان (غرب افغانستان کنونی و شرق ایران کنونی)، مکائیان در مکائیه یا مَک‌کُران (بلوچستانِ ایران و پاکستان کنونی)، هیرکانیان در هیرکانیا یا گرگان (جنوبغربِ ترکمنستان کنونی و شمال ایرانِ کنونی)، پَرتُوَه‌ایان در پارتیه (شمالشرق ایران کنونی)، تپوریان در تپوریه یا تپورستان (گیلان و مازندران کنونی)، آریازَنتا در اسپدانه در مرکزِ ایرانِ کنونی، سکاهای تیز خود در الانیه یا اران (آذربایجان مستقل کنونی)، آترپاتیگان در آذربایجان ایرانِ کنونی، مادایَه در ماد (غرب ایرانِ کنونی)، کُردوخ در کردستانِ (چهارپاره‌شده) کنونی، پارسَی در پارس و کرمانِ کنونی، انشان در لرستان و شمال خوزستان کنونی. قبایلی که در تاریخ با نام‌های مانناها، لولوبیان‌ها، گوتیان‌ها، و کاسی‌ها شناسانده شده‌اند و در مناطق غربی ایران ساکن بوده‌اند تیره‌هایی از شاخه‌های قوم ایرانی بوده‌اند که زمانی برای خودشان اتحادیه‌های قبایلی و امیرنشین داشته‌اند، و سپس در پادشاهی ماد ادغام شده‌اند.